# Xibelani

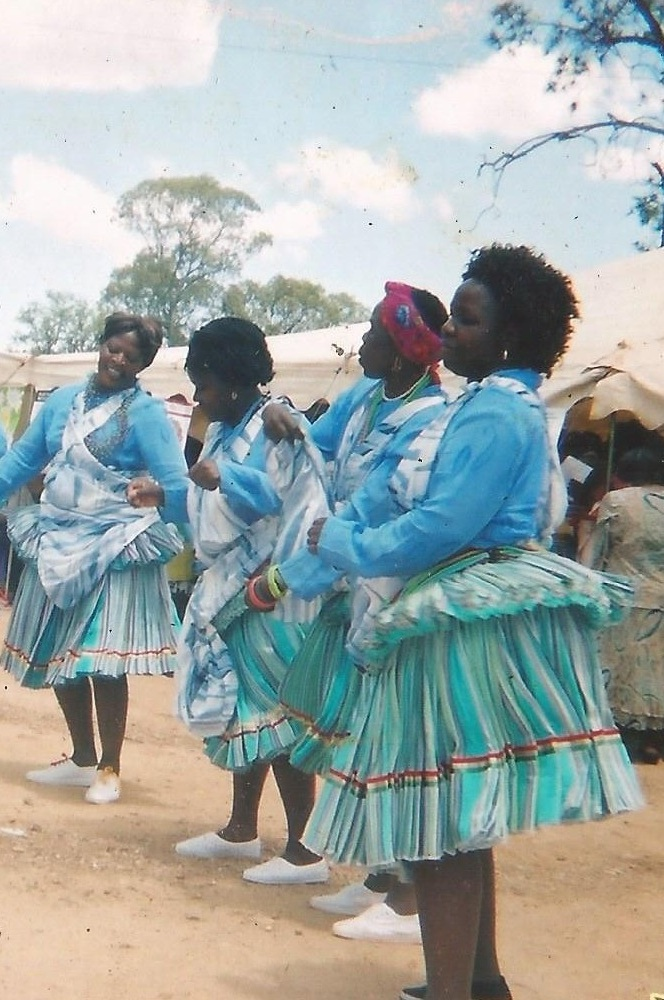
Femmes tsongas dansant le xibelani

Le xibelani (prononcé [ ʃibelani]) est une danse traditionnelle tsonga, reprise par Sho Madjozi dans ses clips.